# Johann Bergmann (Priester)
Johann Bergmann (* 9. Mai 1887 in Unghausen bei Burghausen; † 3. Dezember 1958) war ein deutscher römisch-katholischer Priester.

## Werdegang
Bergmann war gegen Ende des Zweiten Weltkriegs Pfarrer in Aicha vorm Wald. In der Nacht vom 19. zum 20. April 1945 rettete er am Bahnhof Nammering halbverhungerte KZ-Häftlinge, die von SS-Männern im Todeszug aus Buchenwald in das KZ Dachau transportiert wurden. Er erreichte es, dass der Transportführer, SS-Obersturmführer Hans Merbach,  von weiteren Erschießungen abließ, und sammelte Lebensmittel für die Häftlinge.
Nach Kriegsende wurde er Dekan und Stadtpfarrer in Simbach am Inn.

## Ehrungen
- 1956: Verdienstkreuz 1. Klasse der Bundesrepublik Deutschland